# Parmawallaby
De parmawallaby (Notamacropus parma) is een wallaby uit het geslacht Notamacropus. De wetenschappelijke naam van de soort werd voor het eerst geldig gepubliceerd door George Robert Waterhouse in 1846. Deze soort leeft in het oosten van Australië.

## Uiterlijk
De parmawallaby heeft een lichaamslengte van 45 tot 55 cm en een staart van ongeveer 45 cm lang. Het gewicht bedraagt 3.2 tot 5.8 kg. Mannelijke dieren zijn over het algemeen groter dan vrouwelijke parmawallaby's. De vacht is grijsbruin van kleur, de grijze buik uitgezonderd. Van de nek tot midden op de rug loopt een zwarte streep, alsmede een witte wangstreep. De schouders en de bovenarmen hebben een roodbruine kleur. De lichaamsbouw van de parmawallaby is vergelijkbaar met de meeste andere kangoeroes. De mannetjes hebben geen buidel.

## Leefwijze
De parmawallaby is een planteneter die in groepen van ongeveer twintig soortgenoten leeft. Deze schuwe en solitaire soort is overwegend actief tijdens de schemering en de nacht. In de dichte vegetatie is het een onopvallende verschijning. Vooral grassen en kruiden worden door de parmawallaby gegeten.

## Leefgebied
De parmawallaby leeft in de eucalyptusbossen van het Groot Australisch Scheidingsgebergte in het zuiden van New South Wales. Al bij de beschrijving in 1846 was deze soort niet algemeen en aan het einde van de negentiende eeuw werd aangenomen dat deze wallaby was uitgestorven. In 1965 werd de parmawallaby bij toeval ontdekt op Kawau Island nabij de Nieuw-Zeelandse stad Auckland. Rond 1870 waren op dit eiland tammarwallaby's uitgezet, maar onder de uitgezette wallaby's moeten ook parmawallaby's hebben gezeten. De Nieuw-Zeelandse parmawallaby's werden gevangen met als doel ze te fokken en te herintroduceren in Australië. Enkele jaren later, in 1967, werd in New South Wales nabij Gosford echter een wilde populatie ontdekt. Verder onderzoek wees uit dat de parmawallaby nog steeds aanwezig was in de zuidelijke Great Dividing Range van Gosford tot de grens met Queensland, zij het in relatief kleine aantallen. Waarschijnlijk waren tijdens de jaren dat de parmawallaby was "uitgestorven" wel exemplaren gezien, maar werden deze aangezien voor kleine roodhalspademelons (Thylogale thetis).